# Hilton Head Island
Hilton Head Island é uma cidade  localizada no estado norte-americano de Carolina do Sul, no Condado de Beaufort.

## Demografia
Segundo o censo norte-americano de 2000, a sua população era de 33.862 habitantes.
Em 2006, foi estimada uma população de 33.838, um decréscimo de 24 (-0.1%).

## Geografia
De acordo com o United States Census Bureau tem uma área de
143,8 km², dos quais 108,9 km² cobertos por terra e 34,9 km² cobertos por água.

## Localidades na vizinhança
O diagrama seguinte representa as localidades num raio de 24 km ao redor de Hilton Head Island.